# Callejón de la Alcoholera
El callejón de la Alcoholera es una vía urbana de la ciudad de Valladolid, España.

## Descripción
Aparece descrita en Las calles de Valladolid de Juan Agapito y Revilla de la siguiente manera:

Se la ha dado tal denominación por conducir desde el camino viejo de Simancas a la fábrica de alcohol de la Sociedad Industrial Castellana, situada donde, en el siglo XIX estuvo una fábrica que beneficiaba la rubia, de la que tomó nombre de «La Rubia» toda aquella zona. Por supuesto que a la fábrica actual de alcohol, que aprovecha los productos de la de azúcar, de la misma Sociedad, se la llama «La Alcoholera».